# Marmelópolis
Marmelópolis là một đô thị thuộc bang Minas Gerais, Brasil. Đô thị này có diện tích 107,861 km², dân số năm 2007 là 3100 người, mật độ 32,9 người/km².